# Малый Чекон
Малый Чекон — хутор в муниципальном образовании город-курорт Анапа Краснодарского края России. Входит в состав Гостагаевского сельского округа.

## География
Хутор находится в западной части Краснодарского края, по реке Чекон и примыкает к селу/посёлку Фадеево Крымского района. Высшая точка 64,9

## Население
| 2002 | 2010 |
| ---- | ---- |
| 41   | →41  |

Национальный состав
Согласно результатам переписи 2002 года, в национальной структуре населения русские составляли 95 % от 41 жителя.

## Инфраструктура
Социальные объекты в населённом пункте: детский сад № 38 «Чебурашка».
В центре сельского округа — станице Гостагаевская — функционируют школа МОУ СОШ № 15, школа МОУ СОШ № 31, Дом культуры.

## Транспорт
Автомобильный транспорт.